# Mas Umbert
El mas Umbert (també escrit Ombert o Omvert), és una masia del terme de Sant Feliu de Pallerols (Garrotxa).

## Història i descripció
L'any 1310, la noble Ermessenda va confirmar a Simó de Vilar, de la parròquia de Sant Feliu de Pallerols, i a Sibil·la, la seva muller, el mas Vilar i els masos Ballach, Bosch, Fàbrica, Boix i Lor a perpetuïtat. En un balcó figura la data del 1563, època en què s'hi feren reformes.
Arran del matrimoni entre Joanna «des Villar» (c.1447-1527), propietària del mas Vilar, amb Miquel Ombert (c.1428-1513), els seus descendents, entre els quals hi hagué un bon nombre de notaris, incorporaren el nom del mas al cognom familiar. Nicolau de Vilar-Ombert (1527-?), fill de Baltasar Ombert i de Vilar, es va casar amb Coloma Torra i l'hereu fou Llorenç de Vilar-Ombert i Torra, casat amb Anna Negre. La pubilla Antiga de Vilar-Ombert i Negre (1589-1667) es va casar amb Climent Boada i Masarnau (1577-?), i l'hereu fou Joan de Vilar-Ombert i Boada (1610-?). La nissaga va continuar amb Joan de Vilar-Ombert i Calm (1641-1720), Joan Gaspar de Vilar-Ombert i Pinós (1677-1757), i Joan Baptista de Vilar-Ombert i Desvilar (1704-1770), que el 1733 es va casar amb Marianna de Prat de Sant Julià i de Tord (1703-1763).
Pel que sembla, l'hereu fou Francesc de Vilar-Ombert i de Prat de Sant Julià, resident a Moià i casat en segones noces amb Rafaela de Llança (també escrit Llanza, Llansa o Llansà) i de Valls, germana del militar Rafael de Llança. El seu fill Ramon de Vilar i de Llança era notari i es va enriquir amb els seus negocis barcelonins.